# Símbol de Jacobi
El símbol de Jacobi es fa servir en matemàtiques en l'àmbit de la teoria de nombres. S'anomena així en honor del matemàtic Carl Gustav Jacob Jacobi.

## Definició
El símbol de Jacobi és una generalització del símbol de Legendre utilitzant la descomposició en producte de factors primers del nombre base. La seva definició és la següent:
Sia n un enter senar superior a 2 i n = {\displaystyle p_{1}^{\alpha _{1}}p_{2}^{\alpha _{2}}\cdots p_{k}^{\alpha _{k}}} la descomposició de n en factors primers. Llavors, per a tot enter a, el símbol de Jacobi {\displaystyle \left({\frac {a}{n}}\right)} val:
{\displaystyle \left({\frac {a}{p_{1}}}\right)^{\alpha _{1}}\left({\frac {a}{p_{2}}}\right)^{\alpha _{2}}\cdots \left({\frac {a}{p_{k}}}\right)^{\alpha _{k}}}
on 
{\displaystyle \left({\frac {a}{p_{i}}}\right)} és el símbol de Legendre, és a dir:
{\displaystyle \left({\frac {a}{p_{i}}}\right)={\begin{cases}0&{\text{si }}a\ \mathrm {\acute {e}} {\text{s m}}\mathrm {\acute {u}} {\text{ltiple de }}p_{i}\\1&{\text{si }}a\ {\acute {e}}{\text{s residu quadr}}\mathrm {\grave {a}} {\text{tic m}}\mathrm {\grave {o}} {\text{dul }}p_{i}\\-1&{\text{altrament}}\\\end{cases}}}

## Propietats del símbol de Jacobi
El símbol de Jacobi posseeix nombroses propietats:
1. Si n és primer, el símbol de Jacobi i el símbol de Legendre són equivalents,
2. {\displaystyle \left({\frac {a}{n}}\right)\in \{0,1,-1\}}
3. {\displaystyle \left({\frac {a}{n}}\right)=0} si i només si a i n no són pas primers entre ells,
4. {\displaystyle \left({\frac {ab}{n}}\right)=\left({\frac {a}{n}}\right)\left({\frac {b}{n}}\right)} si n és senar.
5. si a ≡ b (mod n) llavors {\displaystyle \left({\frac {a}{n}}\right)=\left({\frac {b}{n}}\right)} si n és senar.
6. {\displaystyle \left({\frac {1}{n}}\right)=1}
7. {\displaystyle \left({\frac {-1}{n}}\right)=(-1)^{\left({\frac {n-1}{2}}\right)}} las 1 si n ≡ 1 (mod 4) i −1 si n ≡ 3 (mod 4)
8. {\displaystyle \left({\frac {2}{n}}\right)=(-1)^{\left({\frac {n^{2}-1}{8}}\right)}} val 1 si n ≡ 1 (mod 8) o n ≡ 7 (mod 8) i −1 si n ≡ 3 (mod 8) o n ≡ 5 (mod 8)
9. {\displaystyle \left({\frac {m}{n}}\right)=\left({\frac {n}{m}}\right)(-1)^{\left({\frac {m-1}{2}}\right)\left({\frac {n-1}{2}}\right)}} si m i n són senars, dit d'alta forma {\displaystyle \left({\frac {m}{n}}\right)=\left({\frac {n}{m}}\right)} excepte si m i n són tots dos congruents a -1 (mod 4) en aquest cas {\displaystyle \left({\frac {m}{n}}\right)=-\left({\frac {n}{m}}\right)}

La darrera propietat és una generalització de la llei de reciprocitat quadràtica utilitzant el símbol de Legendre.

## Residus
Els enunciats generals sobre els residus quadràtics que fan intervenir el símbol de Legendre no s'estenen al símbol de Jacobi. Tanmateix, si {\displaystyle \left({\frac {a}{n}}\right)=-1} llavors a no és un residu quadràtic de n ja que a no és el residu quadràtic d'un dels pk que divideixen n.
En el cas on {\displaystyle \left({\frac {a}{n}}\right)=1}, és impossible dir si a és un residu quadràtic de n. Ja que el símbol de Jacobi és un producte de símbols de Legendre, hi ha casos on dos símbols de Legendre són iguals a −1 i el símbol de Jacobi és igual a 1.